# 黄毛冬青
黄毛冬青（学名：Ilex dasyphylla）是冬青科冬青属的植物，常绿灌木或乔木，高2.5～9米，为中国的特有植物。分布于中国大陆的广东、江西、广西、福建等地，生长于海拔270米至650米的地区，多生在山地疏林、灌木丛中及路旁，目前尚未由人工引种栽培。